# Cyanastrum
Cyanastrum là một chi thực vật có hoa trong họ Tecophilaeaceae.